# Xysticus thessalicus
Xysticus thessalicus là một loài nhện trong họ Thomisidae.
Loài này thuộc chi Xysticus. Xysticus thessalicus được Eugène Simon miêu tả năm 1916.